# Езикова култура
Езикова култура може да се отнася до две неща:
- Това е култура на речта: стил и изразност, употребявана лексика, става дума за лексикален подбор при говоренето, изразяването, за богатството на активния речник, за стила на речта, и естествено под култура се разбира и избягването предимно на жаргонизми, вулгаризми и прочее. [1]
- Езикова и речева компетентност: умение за изразяване, за боравене с езика в текст или при говорене, тоест както писмено, така и устно / говоримо, а също и притежаването на основни понятия по лингвистика (граматика, правопис [2], лексикология, книжовен език и прочее) [3]. В този смисъл езиковата култура е и предмет в някои университети в България, както и върху нея се държат проверяващи тестове.[3][4][5]